# Omphaloscelis agrotoides
Omphaloscelis agrotoides là một loài bướm đêm trong họ Noctuidae.